# 大风乡 (仪陇县)
大风乡，是中华人民共和国四川省南充市仪陇县曾经下辖的一个乡。2019年9月，撤销石佛乡和周河镇，将其所属行政区域划归马鞍镇管辖。

## 行政区划
大风乡撤销前下辖以下地区：
宝城村、梁桂村、顺水村、金盆村、茅坪村、灯包村、茂溪村、天桥村、洪坪村和同盟村。